# Erzurumspor
Erzurumspor – turecki klub piłkarski z siedzibą w Erzurum działający w latach 1968–2015. 

## Historia
Klub został założony w 1968. W 1971 klub po raz pierwszy awansował do trzeciej ligi, a w 1973 do drugiej. W 1998 klub po raz pierwszy w historii awansował do 1. Lig. Na początku XXI wieku klub wpadł w problemy finansowe. W tureckiej ekstraklasie Erzurumspor występowało przez trzy sezony do 2001. Kolejne dwa lata klub spędził drugiej lidze, a w latach 2003–2010 występował  3. Lig. W 2010 Erzurumspor spadł do TTF 3. Lig (IV liga). Rok później klub spadł jeszcze niżej do Amatör Lig. Ostatecznie nigdy z niej nie awansował i w 2015 roku z powodu problemów finansowych został rozwiązany.

## Sukcesy
- 3 sezony w Süper Lig: 1998-2001.
- 22 sezony w 1. Lig: 1973-1974, 1979-1998, 2001-2003.
- 14 sezonów w 2. Lig: 1971-1973, 1974-1979, 2003-2010.
- 4 sezony w 3. Lig: 1968-1971, 2010-2011.
- 1 sezon w Amatör Lig: 2011- .

## Zawodnicy
- Ömer Erdoğan
- Tolunay Kafkas
- Florin Prunea
- Dawit Siradze
- Volkan Kahraman
- Serhij Beżenar
- Milorad Korać
- Adnan Gušo
- Mohamed El Badraoui
- Yves Kitutele Yuvuladio
- Fayçal Badji
- Sohrab Bachtiarizadeh

## Trenerzy
- Stanislav Karasi (2000-2001)
- Hayrettin Demirbaş (2005-2006)

## Sezony wSüper Lig
| Sezon     | Uzyskane Miejsce |
| --------- | ---------------- |
| 1998-99   | 13               |
| 1999-2000 | 14               |
| 2000-2001 | 17 (spadek)      |